# Thomas Girtin

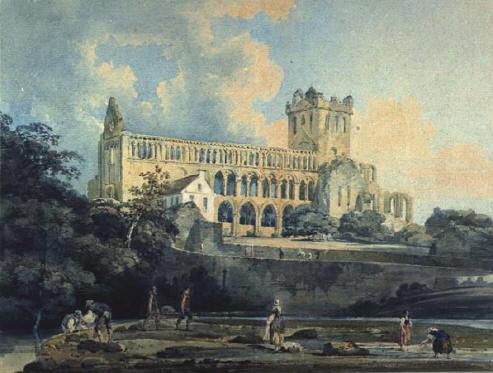
Opactwo Jedburgh, 1798-99

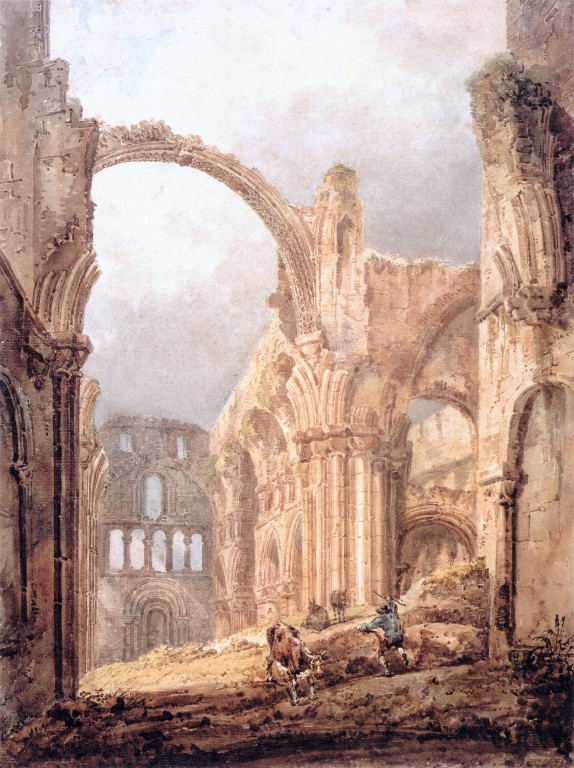
Interior of Lindisfarne Priory, 1897

Thomas Girtin (ur. 18 lutego 1775 w Southwark, zm. 9 listopada 1802 w Londynie) – angielski malarz, rysownik i grafik. Malował głównie romantyczne akwarele, przyczyniając się do wzrostu znaczenia i popularności tej techniki plastycznej.
Wspólnie z rówieśnikiem i przyjacielem Wiliamem Turnerem pracował w biurze rysownika architektury Thomasa Maltona. W latach 1794–1801 wystawiał w Royal Academy. Bardzo szybko zdobył uznanie jako precyzyjny rysownik architektury i twórca topograficznych szkiców. Jednak mistrzostwo osiągnął w akwareli, wyparowując własny styl, który trwale wpłynął na malarstwo angielskie XIX w. Pod koniec lat 90. XVIII w. odbył kilka wycieczek po północnej i zachodniej Anglii oraz północnej Walii w poszukiwaniu ciekawych plenerów. W 1800 ożenił się z Mary Ann Borrett, szesnastoletnią córką złotnika. Dzięki wsparciu sponsorów i za radą lekarza wyjechał na przełomie 1800 i 1801 na pięć miesięcy do Paryża. Plonem tego wyjazdu był zbiór szkiców Twenty Views in Paris and its Environs opublikowanych już po jego śmierci. Po powrocie do Londynu artysta zajął się przygotowaniem panoramy Londynu Eidometropolis, wystawianej z powodzeniem w 1802.
9 listopada Girtin zmarł niepodziewanie podczas pracy w swojej pracowni. Przyczyną śmierci była prawdopodobnie gruźlica, chociaż współcześni pisali o astmie, a nawet skostnieniu tkanki serca. Żył zaledwie 27 lat.
Girtin malował głównie pejzaże i architekturę, szczególnie zamki, zrujnowane i opuszczone przez mieszkańców. Stosował bogatą paletę ciepłych, lecz intensywnych kolorów. Pejzaże zwykle sprowadzał do prostych, lecz monumentalnych form, sprawnie podkreślając perspektywę. Eksperymentował z wykorzystaniem pióra, tuszu i lakierów, które urozmaicały tradycyjne akwarele. Duże kolekcje jego prac posiadają British Museum, Tate Britain i Muzeum Wiktorii i Alberta.